# 查克拉科查山 (聖洛倫索德金蒂-坦塔)
12°08′25″S 76°03′58″W / 12.14028°S 76.06611°W
查克拉科查山（Chakraqucha），是秘魯的山峰，位於該國中南部利馬大區，由聖洛倫索德金蒂區和坦塔區負責管轄，屬於秘魯中部山脈的一部分，海拔高度4,600米。